# کانتون وو
کانتون دو وو (به فرانسوی: canton de Vaud) یکی از کانتون‌های سوئیس است.